# Joe Turkel
Joe Turkel (Brooklyn, Nueva York, 15 de julio de 1927 - Santa Mónica, California, 27 de junio de 2022) fue un actor de cine y televisión estadounidense, reconocido principalmente por haber interpretado al doctor Eldon Tyrell en la película Blade Runner (1982) de Ridley Scott y al camarero Lloyd en El resplandor (1980) de Stanley Kubrick.

## Carrera
Tras defender a su país en la Segunda Guerra Mundial, Turkel inició su carrera en el cine y la televisión. Es reconocido principalmente por interpretar al doctor Eldon Tyrell, la excéntrica figura divina en Blade Runner (1982)  y a Lloyd, el fantasmal camarero de El resplandor (1980). Tiene la distinción de ser uno de los dos únicos actores (el otro es Philip Stone) en trabajar con Kubrick como personaje acreditado en tres ocasiones: en The Killing (1956, como Tiny), en Paths of Glory (1957, como el soldado Arnaud) y en El resplandor.
Su primera aparición cinematográfica ocurrió en 1948 en City Across the River. Otras de sus apariciones cinematográficas incluyen The Boy and the Pirates (1960), Tormented (1960), The Sand Pebbles (1966), The St. Valentine's Day Massacre (1967) y el largometraje de terror The Dark Side of the Moon (1988).

## Filmografía

### Cine y televisión
| - City Across the River (1949) – Shimmy Stockton - Johnny Stool Pigeon (1949) – Bellboy - Sword in the Desert (1949) – Soldado Haganah - Angels in Disguise (1949) – Johnny Mutton - Lucky Losers (1950) – Johnny Angelo - Federal Man (1950) – Jack 'Sneeze' Norton - Triple Trouble (1950) – Benny the Blood - Southside 1-1000 (1950) – Frankie - Halls of Montezuma (1951) – Marine - Fixed Bayonets! (1951) – Soldado - Starlift (1951) – Litter Case - Down Among the Sheltering Palms (1952) – Harris - The Glass Wall (1953) – Freddie Zakoyla - A Slight Case of Larceny (1953) - Man Crazy (1953) – Ray - Duffy of San Quentin (1954) – Frank Roberts - Gypsy Colt (1954) – Chuck - Return from the Sea (1954) – Marinero - The Human Jungle (1954) – Delincuente - The Bamboo Prison (1954) – P.O.W. - Cell 2455, Death Row (1955) – Curly - Mad at the World (1955) – Pete Johnson - The Naked Street (1955) – Shimmy - Lucy Gallant (1955) - Inside Detroit (1956) – Pete Link - The Killing (1956) – Tiny - The Proud and Profane (1956) – Paciente - Friendly Persuasion (1956) - The Shadow on the Window (1957) - Hellcats of the Navy (1957) – Chick - Beau James (1957) – Reportero - The Midnight Story (1957) – Lothario - Jeanne Eagels (1957) – Eddie - House of Numbers (1957) – Bradville | - Paths of Glory (1957) – Pierre Arnaud - The Beast of Budapest (1958) – Martin - The Bonnie Parker Story (1958) – Chuck Darrow - The Case Against Brooklyn (1958) – Henchman Monte - Verboten! (1959) - Warlock (1959) – Chet Haggin - Here Come the Jets (1959) – Henley - The Purple Gang (1959) – Eddie Olsen - Visit to a Small Planet (1960) – Malcolm - The Boy and the Pirates (1960) – Abu - Tormented (1960) – Nick - Portrait of a Mobster (1961) – Joe Noe - The Yellow Canary (1963) – Policía - Johnny Cool (1963) – Hoodlum - The Carpetbaggers (1964) – Reportero - Combat! (1964) – Klimmer - Village of the Giants (1965) – Sheriff - King Rat (1965) – Dino - The Sand Pebbles (1966) – Marinero Bronson - The St. Valentine's Day Massacre (1967) - The Rat Patrol (1967) – Capt. Bruener - The Devil's 8 (1969) – Sam - Scream Free! (1969) - Five Savage Men (1970) – Peyote - Wild in the Sky (1972) – Corazza - Six Hundred and Sixty–Six (1972) – Ferguson - Cycle Psycho (1973) – Harry - The Prisoner of Second Avenue (1975) - The Hindenburg (1975) – Detective Moore - The Commitment (1976) – Jules - Which Way Is Up? (1977) – Harry Boatwright - The Shining (1980) – Lloyd - Blade Runner (1982) – Dr. Eldon Tyrell - The Dark Side of the Moon (1990) – Paxton Warner |